# Sotmaskad tangara
Sotmaskad tangara (Poospiza rubecula) är en fågel i familjen tangaror inom ordningen tättingar.

## Utseende och läten
Sotmaskad tangara är en 15,5 cm lång finkliknande fågel med en kontrastrik fjäderdräkt i grått och rostbrunt. Från hjässans bakdel och bakåt är hanen mörkt skiffergrå, medan den är bjärt orange- eller rostfärgad på panna, ögonbrynsstreck och undersidan. Längst fram i pannan, på hakan och runt ögat är den dock svart och centralt på buken syns vitt. Vingar och stjärt är sotfärgade utan inslag av vitt. Honan är gråbrun på huvud och ovansida, på undersidan vitaktig med inslag av rostfärgade fjädrar och streckat mörkgrå på bröst och sidor. Sången är en utdragen, kvittrande serie.

## Utbredning och systematik
Fågeln förekommer i Andernas västsluttning i Peru (La Libertad till Ica). Den behandlas som monotypisk, det vill säga att den inte delas in i några underarter.

### Familjetillhörighet
Liksom andra finkliknande tangaror placerades denna art tidigare i familjen Emberizidae. Genetiska studier visar dock att den är en del av tangarorna.

## Status och hot
Sotmaskad tangara har en liten världspopulation bestående av uppskattningsvis endast 2 500–10 000 adulta individer. Den tros också minska i antal till följd av habitatförlust. Internationella naturvårdsunionen IUCN kategoriserar den som nära hotad.

## Namn
På svenska har arten även kallats svartörad sångfink och svartmaskad sångfink.